# Ali Bulaç
Ali Bulaç (prononcé [a:.li bu.'ɫɑt͡ʃ ], né en 1951 à Mardin) est un sociologue et journaliste turc spécialisé dans l'islamisme et l'interprétation du Coran.

## Biographie
Diplômé de l'Institut supérieur de l'islam d'Istanbul (1975) et de la faculté de sociologie de l'université d'Istanbul (1980), il est un des fondateurs du journal güleniste Zaman, dont il assure la direction de la rédaction stambouliote en 1986-1987. Il contribue dans d'autres journaux comme Millî Gazete ou Yeni Şafak.
Ali Bulaç reçoit en 1988 le prix des idées de l'union des écrivains de Turquie.
Moins de deux semaines après la tentative de coup d'État de 2016 en Turquie, Ali Bulaç est arrêté le 28 juillet 2016.